# Нагір'я Абукума

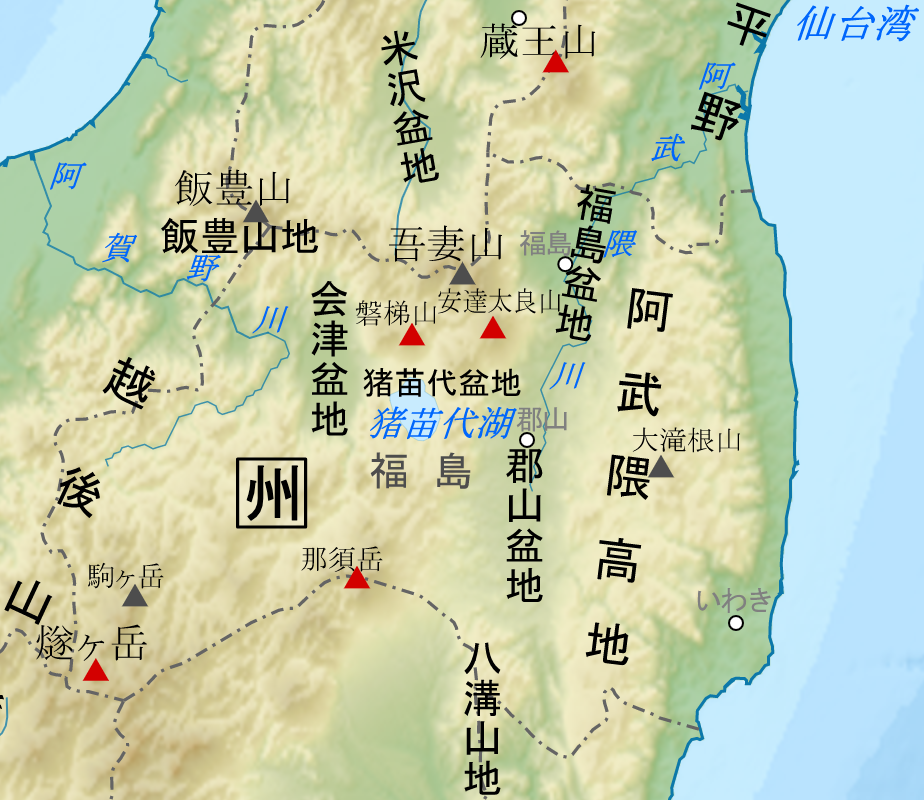
Топографічна карта префектури Фукусіма

37°06′20″ пн. ш. 140°40′08″ сх. д. / 37.105556° пн. ш. 140.668889° сх. д.
Нагір'я Абукума (яп. 阿武隈高地, Abukuma-kōchi)  або гори Абукума — високогірний район Японії, що простягається від південної частини префектури Міягі до східної частини префектури Фукусіма,  і далі до північної частини префектури Ібаракі. Більша частина нагір'я належить до префектури Фукусіма. Найвищою вершиною нагір'я є гора Отакіне (1 192 м).